# الحصن (حفاش)

تعديل مصدري - تعديل

الحصن هي إحدى قرى عزلة بني قشب بمديرية حفاش التابعة لمحافظة المحويت، بلغ تعداد سكانها 155 نسمة حسب تعداد اليمن لعام 2004.